# Smārta
La scuola smarta è considerata la più importante di tutte le scuole spirituali brahmaniche, in quanto si rifà agli insegnamenti del grande maestro Adi Shankara, cultore dell'Advaita Vedānta e nativo dell'India Meridionale.
Il termine smarta ("tradizionalista") è un aggettivo di tipo vriddhi derivato da Smriti ("Tradizione").
Ciascun clan (o gotra) di questa via sovra-settaria appartiene ad una famiglia sacerdotale che si richiama ad un lontano antenato, un mitico Rishi del Satya Yuga. Gli smarta associano tutti i principali culti dell'Induismo, detti nel complesso Pancayatana ("Cinque supporti", o Cinque Culti), e li unificano in una visione che fa dei vari nomi divini delle manifestazioni molteplici dell'unico Brahman, vedanticamente identificato all'ātman (anima) di ciascun essere.
I Cinque Culti vengono solitamente rappresentati da speciali pietre simboliche, una per ciascuna setta, e fanno capo a cinque Pitha (luoghi sacri di pellegrinaggio dedicati alla Shakti).
Il primo e più importante di questi luoghi sacri è Sringeri, nel Karnataka, ossia in posizione geografica relativamente centrale rispetto agli altri luoghi di pellegrinaggio, che sono disposti in relazione ai punti cardinali, poiché rappresentano in toto dal punto di vista cultuale - nelle intenzioni del primo Shankaracharya Adi Shankara - l'intera storia umana.  Shankara, d'altronde, non è che un epiteto del dio Shiva, di cui il satguru medievale secondo i devoti ha costituito una semplice incarnazione umana.